# Edward Roy Caffyn
Sir Edward Roy Caffyn, britanski general, * 1904, † 1990.